# Choi Moon-sik
Pour les articles homonymes, voir Choi.
Dans ce nom coréen, le nom de famille, Choi, précède le nom personnel.
Choi Moon-sik est un footballeur sud-coréen, reconverti ensuite entraîneur, né le 6 janvier 1971.